# Сел сир Урс
Сел сир Урс (фр. Celles-sur-Ource) је насеље и општина у североисточној Француској у региону Шампањ-Арден, у департману Об која припада префектури Троа.
По подацима из 2011. године у општини је живело 486 становника, а густина насељености је износила 50,68 становника/km². Општина се простире на површини од 9,59 km². Налази се на средњој надморској висини од 172 метара.

## Демографија
| 1962. | 1968. | 1975. | 1982. | 1990. | 1999. | 2011. |
| ----- | ----- | ----- | ----- | ----- | ----- | ----- |
| 494   | 525   | 531   | 505   | 485   | 455   | 486   |

График промене броја становника у току последњих година